# 特莎·希莱
特莎·希莱（荷蘭語：Tessa Giele，2002年11月1日—），荷兰女子游泳运动员，2022年欧洲锦标赛混合4×100米混合泳接力金牌得主、女子4×100米自由泳接力和女子4×100米混合泳接力铜牌得主、2024年世界短池锦标赛女子100米蝶泳银牌得主。